# Richard Carlson
Richard Carlson, född 29 april 1912 i Albert Lea, Minnesota, död 25 november 1977 i Encino, Kalifornien, var en amerikansk skådespelare och regissör. Carlson började filma på 1930-talet, men blev mer allmänt känd på 1950-talet då han gjorde stora roller i ett antal skräck och science fiction-filmer.
Carlson har en stjärna på Hollywood Walk of Fame för sina insatser inom television.

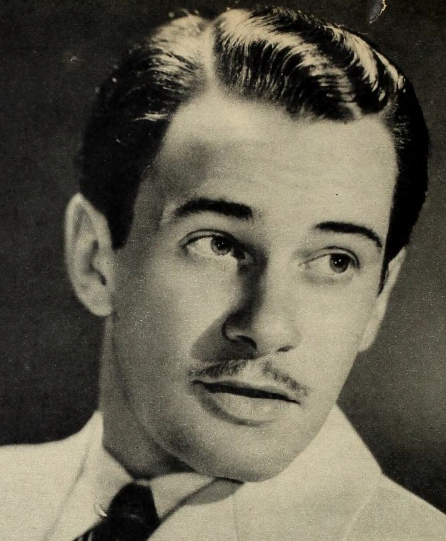
Richard Carlson.

## Filmografi
- 1939 – Det sitter i benen
- 1940 – Ingen rädder för spöken
- 1941 – Akta're för spöken
- 1941 – Kvinnan utan nåd
- 1941 – Kärlekens bakgata
- 1950 – Kung Salomos skatt
- 1951 – Blå slöjan
- 1953 – All min längtan
- 1953 – Invasion från Mars
- 1954 – Skräcken i Svarta lagunen
- 1957 – Nattklubbsdrottningen